# Михаило Хонијат
Михаило Хонијат (грч. Μιχαηλ Χωνιατης; 1140-1220), понекад погрешно назван Акоминат (грч. Ακομινατος) – митрополит атински, изузетан византијски писац и јавна личност. Брат византијског историчара Никите Хонијата.

## Биографија
Рођен око 1140. године у малоазијском граду Хони. У раној младости студирао је у Цариграду и био ученик Евстатија Солунског. Године 1182. постављен је за митрополита града Атине. 1204. године, након освајања Цариграда од стране Латина, бранио је Атински Акропољ од напада грчког заповедника Лава Сгура, држећи тврђаву све до доласка крсташа предвођених маркизом од Монферата Бонифацијем 1205. године. Михаило је без крвопролића предао град Бонифацију и настанио се на острву Кеја, у манастиру Јована Крститеља, где је провео живот у самоћи, међу научним студијама. Око 1217. године прелази у манастир Водоницу, код Термопила, где је умро око 1220. године.

## Зборник радова
Михаило је можда био последњи власник комплетне верзије Калимаховог Хекала и Аитије. Сачувани говори и писма Михаила Хонијата су од веома важног историјског значаја и остају један од најважнијих доказа о животу у Атини и Атици за време Латинског царства. Посебну пажњу заслужују његова сећања на његовог брата-историчара Никиту Хонијата и византијског цара Алексија III Анђела; поетски ламент о уништењу Атине.
Сва Михаилова књижевна дела могу се поделити у четири групе: речи проповедања, похвални и погребни говори, писма и поетска дела. Био је стручњак за античку културу. Његове проповеди су засноване скоро искључиво на Библији, богате су дубоким мислима и испуњене ватреним беседничким надахнућем. У својим делима Михаил брани интересе провинцијских градова, супротставља се престоничким чиновницима и царском деспотизму, показује запажање, описује детаље средњовековног византијског живота; Он је међу првима који поставља питање сврхе креативне личности, коју супротставља ниским укусима гомиле. Писма (до 200) су упућена различитим особама и различитог садржаја. Од песничких дела Михаила Хонијата, једно (Θεανω) је филозофског садржаја, једно се тиче историје града Атине, а већина је написано на верске теме.
Најбоље и најпотпуније издање дела направио је Спиридон Ламброс, професор Атинског универзитета, са историјским и филолошким белешкама (Атина, 1879-1880).